# Pat Murphy (Schauspieler)
Patrick Sean „Pat“ Murphy (* 1971) ist ein in Köln lebender Sprecher, Sänger, Musiker und Schauspieler.

## Leben und Arbeit
Neben Ausbildungen und ursprünglichen Tätigkeiten in kaufmännisch/organisatorischen Bereichen und öffentlichen Verwaltungen war Pat Murphy seit Mitte der 1980er Jahre auch musikalisch – hauptsächlich als Sänger – aktiv.
Ab 1994 wurde er als Sprecher für Werbespots gebucht, und ab 1996 folgte ein Schauspielstudium unter Wolf Bongôrt-von Roy nebst Sprecherziehung, in dessen Anschluss er für die Hauptrolle eines Druiden zu einer einjährigen Tournee in einer keltischen Tanztheaterproduktion verpflichtet wurde. Es folgten Einsätze vor der Kamera, unter anderem als Lockvogel für die Versteckte Kamera (ZDF) und Filmnebenrollen in Alarm für Cobra 11 – Die Autobahnpolizei, Danni Lowinski, SOKO Köln und im Kinofilm Der Clown – Payday.
Als Synchronsprecher lieh er unter anderem Michael Ironside, Jeffrey Goldenberg und Joe Montana seine Stimme. Aufgrund seiner stimmlichen Wandelbarkeit wird er auch für unterschiedliche Charaktere bei der Lokalisierung von Computerspielen und in Hörspielen besetzt. Daneben arbeitet er als Sprecher im Bereich Dokumentarfilm und Radio-Feature.
Er beherrscht zahlreiche Dialekte und Akzente und wurde im Sommer 2011 als Dialektexperte in der Sat.1-Spielshow Mein Mann kann verpflichtet, mit selbst verfassten Anekdoten bis zu zehn deutsche Dialekte hintereinander live zu präsentieren.
Ab Oktober 2009 war Murphy auch als Sprecher in der Late-Night-Show von Harald Schmidt zu hören, sowohl bei der Anmoderation als auch als Sprecher von Einspielern. Seit September 2011 und Schmidts Wechsel zurück zu SAT.1 war er die Stimme der Harald Schmidt Show. Zudem trat er, zunächst sporadisch, für unterschiedliche Aktionen in der Show selbst auf. Seit 2012 war er regelmäßig im Element „Pat Murphy Show“ zu sehen.
Danach war er unter anderem als Hörspielsprecher in den Produktionen Die drei ??? und TKKG für Europa sowie als Sprecher in Stromberg – Der Film eingesetzt.
Im August 2014 war Murphy als Sprecher der Trailer und zusammenfassenden Kommentare von Promi Big Brother in SAT.1 zu hören.
In einem Musikvideo für das Neo Magazin Royale von Jan Böhmermann doubelte er im Februar 2015 den griechischen Finanzminister Yanis Varoufakis. In einem weiteren Video Böhmermanns im März 2015 war Murphy als Varoufakis’ mutmaßliches Stinkefinger-Double im Einsatz. Beide Videos erlangten innerhalb kürzester Zeit Millionen von Klicks auf YouTube.
Auch im August 2015 übernahm er die Sprecherrolle für Zusammenfassungen und Trailer in Promi Big Brother in Sat.1.
Am 6. September 2015 war Murphy in der Folge 666 der Sendung Zimmer frei! (WDR) als „Trailer-Sprecher“ vor der Kamera zu sehen. Gast in dieser Episode war Wayne Carpendale. Ebenfalls im September 2015 wurde er als Kommentarsprecher für eine weitere fünfteilige Staffel der erfolgreichen Kabel 1-Dokumentation Toto & Harry – Die Kultcops im Ausland verpflichtet.
Vom 22. September 2015 an sprach er täglich bis zum 22. Dezember 2015 die zusammenfassenden Kommentare bei Big Brother auf Sixx.
Ab Januar 2016 war er wöchentlich im Ersten in der 5. Staffel der Wiwaldi Show in Vorankündigungen und Einspielern zu hören. Einen erneuten, diesmal kurzen Auftritt für Jan Böhmermann hatte er in dessen Rap-Musikvideo POL1Z1STENS0HN – Blasserdünnerjunge macht sein Job, welches von Neo Magazin Royale am 25. August 2016 ausgestrahlt und auf YouTube veröffentlicht wurde.
In den Jahren 2016, 2017 und 2018 war Murphy erneut täglich als Sprecher der Trailer, Teaser und zusammenfassenden Kommentare der 4. Staffel, 5. Staffel und 6. Staffel von Promi Big Brother in SAT.1 zu hören sowie im Sommer 2017 mit Durchsagen in Sönke Wortmanns Kinofilm Sommerfest.
Einmal mehr als „Dialekt-Experte“ war er im Februar 2017 mit einem Kamera-Team um den WDR-Moderatoren Robert Meyer für die Kindersendung neuneinhalb (Das Erste, KiKA, ARD-alpha) auf Kölner Straßen unterwegs.
Im 2019 veröffentlichten und mit dem Deutschen Computerspielpreis ausgezeichneten Videospiel Trüberbrook der bildundtonfabrik verlieh Pat Murphy als Einziger gleich vier verschiedenen Figuren seine Stimme.
Im Jahr 2020 lieh Murphy als „Promi-Sprecher“ zusätzlich gleich mehreren SAT.1-„Promi“-Staffelproduktionen seine Stimme als Off-Sprecher, nämlich den Formaten Promis unter Palmen, welche als mehrfacher Quoten-Tagessieger bis zu 20,8 % Marktanteile erzielte, sowie „Promis Privat“ und als Off-Stimme und Announcer des Sat.1-Promiboxen. Dazu war er als Kommentator in mehreren Folgen des Formates „Hundesjugendspiele – Welpentrainer Spezial“ auf sixx zu hören.